# Hans Erik Ødegaard
Hans Erik Ødegaard (Drammen, 20 gennaio 1974) è un allenatore di calcio ed ex calciatore norvegese, di ruolo centrocampista, tecnico del Lillestrøm.

## Biografia
È il padre di Martin Ødegaard, calciatore professionista.

## Carriera

### Giocatore
Ødegaard ha iniziato la sua carriera nel Drammen.In seguito ha giocato per lo Strømsgodset, per poi passare al Sandefjord. Il calciatore ha debuttato per la nuova squadra, in 1. divisjon, nel 3-1 inflitto all'Hødd. Il 25 aprile ha segnato la prima rete, nel successo per 3-0 sul Raufoss. Ha contribuito alla promozione in Eliteserien del campionato 2005.
A luglio 2007, ha rescisso il contratto che lo legava al Sandefjord per poi ritirarsi e diventare allenatore giovanile.

### Allenatore
Il 30 dicembre 2020 è stato nominato nuovo allenatore del Sandefjord, assieme ad Andreas Tegström.